# Heteropsylla crawfordi
Heteropsylla crawfordi är en insektsart som beskrevs av Günther Enderlein 1918. Heteropsylla crawfordi ingår i släktet Heteropsylla och familjen rundbladloppor.
Artens utbredningsområde är Costa Rica. Inga underarter finns listade i Catalogue of Life.